# Kanpur Civil Airport
Kanpur Civil Airport (engelska: Kanpur Airport) är en flygplats i Indien.   Den ligger i distriktet Kānpur och delstaten Uttar Pradesh, i den centrala delen av landet, 400 km sydost om huvudstaden New Delhi. Kanpur Civil Airport ligger 123 meter över havet.
Terrängen runt Kanpur Civil Airport är mycket platt. Runt Kanpur Civil Airport är det mycket tätbefolkat, med 3 022 invånare per kvadratkilometer. Närmaste större samhälle är Kanpur, 9,0 km nordväst om Kanpur Civil Airport. Trakten runt Kanpur Civil Airport består till största delen av jordbruksmark.